# Сектименко, Николай Григорьевич
Николай Григорьевич Сектименко (укр. Микола Григорович Сектименко; 23 января 1949 года, Днепродзержинск — 4 марта 2007, Днепродзержинск) — советский и украинский киноактер.

## Биография
Родился в 1949 году в Днепродзержинске (в настоящее время Каменское) в рабочей семье. Дед происходил с Шульговки — села неподалеку. Отец Григорий Авраамович работал на заводе слесарем, позже работал в ЖЭКе, мама Мария проработала всю жизнь сестрой-хозяйкой в 9-й городской больнице. Николай был не единственный ребенок в семье. Вместе с другом  занимался в театральной кружке и педагоги посоветовали поступать в театральный.
После школы работал слесарем по обслуживанию вентиляционных систем на Днепровском государственном заводе (ДГЗ, позже ДМК).
В 1968 году поступил в Днепропетровское театральное училище. В том же году в Киеве прошел отбор во ВГИК в национальную украинскую группу: набирались студенты для последующей работы на киностудии Довженко. Вместе с ним в эту группу попал еще один парень из Днепродзержинска — Сергей Свечников.
Официальное название этой группы — Украинская мастерская по заказу Министерства культуры Украинской ССР под руководством Народного артиста СССР Владимира Белокурова. Преподавание велось на двух языках — русском и украинском, экзамены также были двуязычные. Среди однокурсников помимо уже упомянутого Свечникова - Нина Ильина, Андрей Праченко, Лидия Чащина, Людмила Ефименко, Ирина Шевчук и Галина Логинова.
В студенческой постановке по пьесе Леси Украинки «В катакомбах» ему была поручена большая роль. Но на репетициях спектакля он отсутствовал и пропустил целый семестр в институте. Вместо него на роль ввели сокурсника Андрея Праченко. После возвращения Сектименко прочитал свою роль "с листа" без репетиций.
Несмотря на большие актерские способности, за нарушение дисциплины и длительное отсутствие был отчислен из ВГИК руководителем группы Владимиром Белокуровым. Но поскольку Сектименко подавал большие надежды, сам Белокуров позвонил в Киев руководителю курса Николаю Мащенко и ходатайствовал чтобы тот продолжил обучение уже под началом Мащенко в Киевском институте театрального искусства (КГИТИ). В 1972 году Сектименко закончил институт.
После окончания КГИТИ поступил на работу в Киностудию имени А. П. Довженко.
Во время учебы в Киеве дебютировал в кинофильме «Зозуля с дипломом». В те же студенческие годы в Киевском институте женился на актрисе Зоя Недбай. В дальнейшем они вместе снимались в кинофильмах «Будни уголовного розыска», «Быть человеком» и «Каждый вечер после работы». У супругов родился сын Иван, но когда ему исполнилось 6 лет, пара рассталась.
В 1982 году из-за пристрастия к алкоголю лишился одной из главных ролей в кинофильме «Без году неделя» режиссера Засеева-Руденко, опоздав на корабль курсирующий по Днепру между Киевом и Запорожьем, на котором и происходили съемки фильма. На его роль был срочно вызван другой актер, догонявший корабль по берегу.
Употребление алкоголя послужило причиной того что стали случаться нарушения общественного порядка и актер задерживался милицией.
Сыграл главные роли в кинофильмах «Кто, если не ты?..», «Быть человеком» и «Танкодром». Роли в кинофильмах «Рождённая революцией» (серия "Мы поможем тебе"), «Аты-баты, шли солдаты…» и «Восхождение» не были главными,.
Занимался дубляжом кинокартин и, по свидетельству коллег. Был членом Национального союза кинематографистов Украинской ССР.
В последнем своем кинофильме «Секретный эшелон» (1993 год), он сыграл в возрасте 44 лет.
В 2006 году соседи актера по киевской квартире позвонили его родственникам в Днепродзержинск и сообщили что Сектименко плохо себя чувствует. После этого родственники перевезли его жить к матери в Днепродзержинск. Когда мать скончалась, актер пережил её не надолго. Похоронен на кладбище в селе Шульговка Днепропетровской области, откуда происходил его дед.

## Семья
Сын Иван от брака с Зоей Недбай. Племянник Александр Мельник.

## Фильмография
1. 1971 — Зозуля с дипломом — Сашко
2. 1972 — Тихие берега (короткометражный) — Степан
3. 1973 — Каждый вечер после работы — Белов, ученик вечерней школы, строитель метро
4. 1973 — Будни уголовного розыска — эпизод, лейтенант в колонии сопровождающий подполковника Миронова (нет в титрах)
5. 1973 — Новоселье — военнопленный
6. 1973 — Дума про Ковпака — партизан Сологуб (нет в титрах)
7. 1973 — По собственному желанию —  Борис Сорокин
8. 1973 — Быть человеком — Михайл Билоус, бригадир
9. 1974 — Кто, если не ты?.. — Юрий Батов, демобилизованный сын заслуженного бригадира
10. 1975 — Одиннадцать надежд — Виктор Пархоменко, вратарь
11. 1975 — Канал — в эпизоде
12. 1975 — Рождённая революцией  (серия "Мы поможем тебе") — Иннокентий, бандит
13. 1976 — Аты-баты, шли солдаты… — рядовой красноармеец Глебов
14. 1976 — Восхождение — Стась Гоменюк, полицай
15. 1976 — Время московское (фильм) — в эпизоде, парторг
16. 1978 — Квартет Гварнери (фильм) — Колкин
17. 1978 — Голубые молнии — Яковина, прапорщик
18. 1978 — Подпольный обком действует — Иван Симоненко
19. 1978 — Искупление чужих грехов — Августин, брат Богдана
20. 1978 — Предвещает победу — Кашинцев
21. 1979 — Казаки-разбойники — Григорий, милиционер
22. 1978 — Дожди по всей территории[укр.] — Толик, тракторист
23. 1979 — Особо опасные… — Селезнев
24. 1980 — Мужество (1-3 серия) — Николка, комсомолец сбежавший со стройки
25. 1980 — Школа[укр.] телевизионный сериал — Хорек
26. 1980 — Чёрная курица, или Подземные жители — Егор
27. 1981 — Осенняя дорога к маме (короткометражный) — мужчина в поезде, спутник Гали
28. 1981 — Танкодром[укр.] — командир первой танковой роты Сергей Кольцов
29. 1981 — Право руководить[укр.] — Виктор Нежура
30. 1983 — К своим!.. — эпизод, Василий Иванов
31. 1983 — Провал операции «Большая Медведица» — Остап Блакитный, подрывник УПА
32. 1984 — Обвинение — в эпизоде, водитель Медведев
33. 1984 — Восемь дней надежды — Коля Зинченко, шахтер
34. 1985 — Батальоны просят огня — в эпизоде
35. 1985 — Джура – охотник из Мин-Архара[укр.] — Костя
36. 1986 — К расследованию приступить — Балашов, инспектор ГАИ
37. 1986 — Мост через жизнь[укр.] — в эпизоде, преподаватель института (нет в титрах)
38. 1987 — Отряд специального назначения — Борис Крутиков, лейтенант
39. 1987 — Сказка о громком барабане — отец Ларика
40. 1988 — После войны — мир — шахтер-инвалид
41. 1990 — Нет чужой земли — Муравьев-Амурский
42. 1990 — Я объявляю вам войну — Шмагин
43. 1990 — Распад — командир
44. 1990 — Изгой — Денисов, капитан Красной Армии
45. 1991 — Верный Руслан — капитан НКВД
46. 1993 — Секретный эшелон — в эпизоде, директор школы

О жизни актера на Первом национальном телеканале Украины в 2016 году вышел документальный фильм — «Спогади. Микола Сектименко»